# MAN SD 200

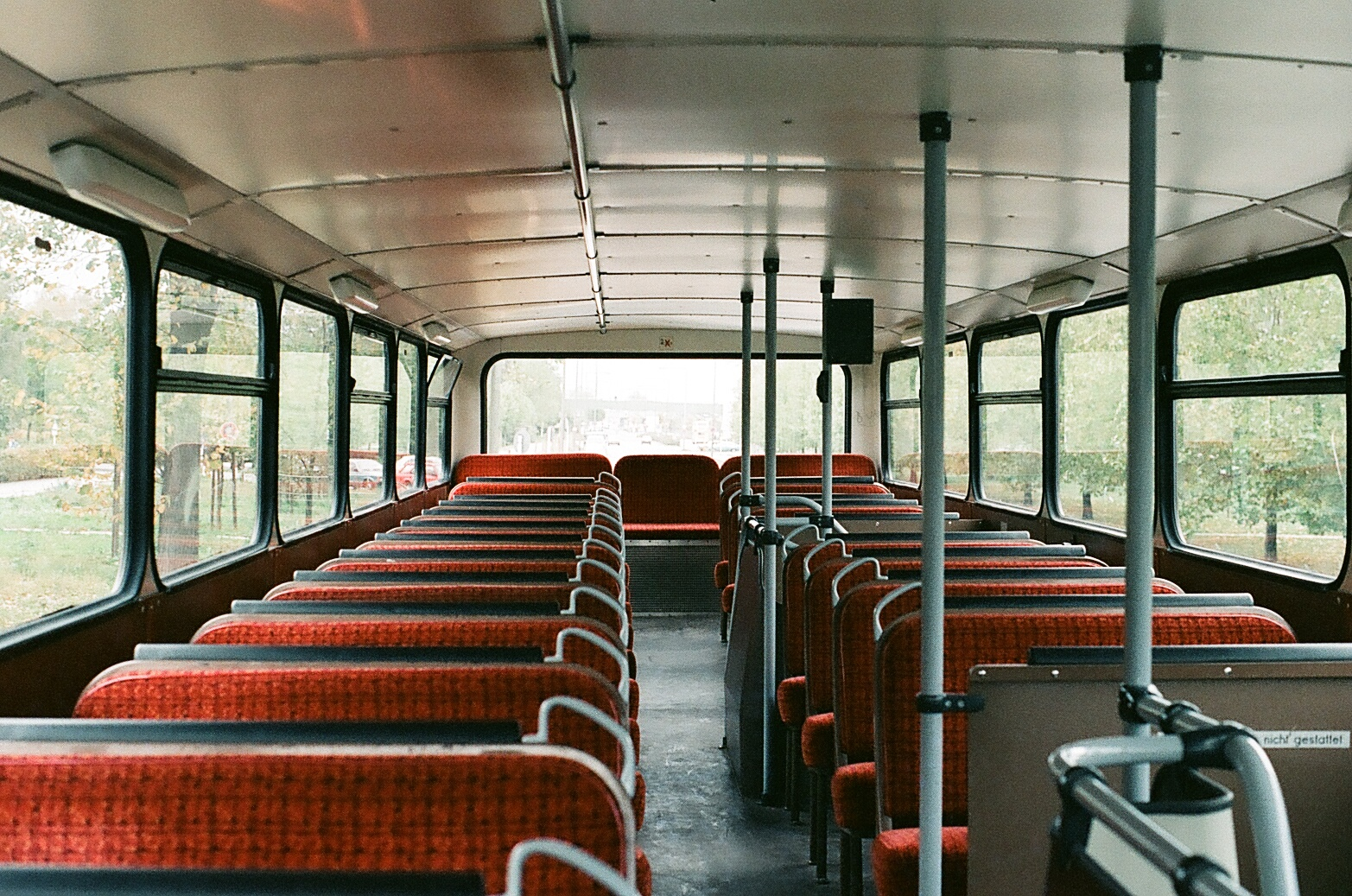
Aménagement du niveau supérieur avec 2 escaliers d'accès et des sièges rembourrés en tissu

Le MAN SD 200 est un autobus à impériale, conçu pour les services de transports urbains de la ville de Berlin-Ouest. Il a été présenté au Salon de l'automobile en septembre 1973 pour remplacer les anciens modèles Büssing DE de la BVG.

## Histoire
Dans le cadre de la normalisation des autobus allemands au standard VÖV au début des années 1970, les nouveaux modèles destinés à impériale devant remplacer les anciens Büssing DE en service à Berlin Ouest, devaient se conformer aux recommandations du VÖV (Association des entreprises de transport public). À la suite de la coopération entre le constructeur Büssing et la compagnie de transports BVG de Berlin, deux prototypes d'autobus à impériale type SD 200, les voitures N° 2514 et 2515, ont été créés et présentés lors du Salon International de l'automobile de Francfort en septembre 1973. Le constructeur MAN, qui avait repris en 1972 son concurrent en faillite Büssing, a présenté le prototype de voiture 2514, tandis que le carrossier Gaubschat de Berlin-Neukölln présentait le prototype de voiture 2515.
Les deux prototypes ressemblaient beaucoup à l'autobus standard MAN SL 200, bien que très différents. Un tout nouveau développement était nécessaire pour pouvoir respecter la hauteur hors tout maximale autorisée pour les véhicules routiers fixée à 4,00 mètres, selon le StVZO. L'ensemble du plancher avait des entrées surbaissées qui permettaient un accès direct avec seule une marche de 10 cm. La zone du conducteur ainsi que les sièges des passagers du niveau inférieur étaient situés sur le côté gauche de l'autobus. Le moteur était placé à l'arrière à gauche avec une transmission automatique Voith. Sur le pont supérieur, où l'on accédait par un seul escalier au milieu du véhicule, les passagers disposaient 53 sièges recouverts de skaï vert.
En raison de la plus faible hauteur du pont inférieur, les portes et les fenêtres étaient plus petites que sur les véhicules standard à un seul niveau. Comme pour le Büssing D2U, le pont supérieur, entièrement en aluminium, était vissé sur le pont inférieur autoportant. 

## Les MAN SD 200
Les autobus à impériale MAN SD 200 ont connu 12 variantes de séries référencées SD 73 à SD 85, correspondant à l'année de la construction.
Les véhicules ont été construits par les carrossiers berlinois Gaubschat , Waggon-Union et O & K sur châssis avec moteur diesel MAN et transmission automatique Voith, placés à l'arrière. La structure autoportante comportait une ossature en tubes d'acier pour le pont inférieur et le plafond intermédiaire et des profilés en aluminium pour le pont supérieur. Les parois extérieurs en tôles d'aluminium étaient rivetées. La conception de ce véhicule respectait les nouvelles directives imposées par le VÖV à la fin des années 1960. Comme les autres autobus standard I de la BVG, l'autobus a adopté la façade StÜLB avec le pare-brise incurvé sur les côtés.
Les deux prototypes, voitures 2514 et 2515, avaient une apparence légèrement différente des versions de série. Ils ont été construits en 1973 par Gaubschat sur un châssis MAN et ont été présentés à l'IAA en septembre 1973. La production en série a commencé en août 1974 et la première série SD 74 (voitures 2623-2645) a été mise en service en février 1975. Au total, 956 autobus de la série SD 200 ont été livrés à BVG. Huit véhicules, 3 de la Série SD 76, 3 SD 79/80 et 2 SD 83, ont été livrés à la Lübeck-Travemünder Verkehrsgesellschaft (LVG) par O & K avec un équipement légèrement modifié. Ils ont été utilisés sur la ligne entre Lübeck et Travemündemarché. À Berlin, les SD 200 ont été désignés en interne par le code "SD" (double étage) et les deux derniers chiffres correspondant à l'année : "SD 78" pour 1978.
Les véhicules de la série SD 73 à SD 81 étaient équipés d'un affichage de destination à bande Brose à l'avant et sur le flanc droit et, à l'avant et à l'arrière, d'un affichage à bande en trois parties pour le numéro de ligne en lieu et place des anciens panneaux enfichables comme dans la série DE précédente. Au cours de la période de construction de près de douze ans, un grand nombre d'innovations techniques ont été intégrées à cette série. Entre autres, une boîte de vitesses Voith à trois rapports a été installée à partir de 1976 qui, avec le type d'essieux utilisé à partir de 1975, explique le son particulier de ces véhicules : un gémissement profond qui augmente en fonction de la vitesse. Avec l'installation du moteur diesel MAN D2566UH au lieu des MXUH et MUH, le bruit a également changé, il était devenu plus "agressif".
À partir de 1978, l'innovation la plus importante pour le passager a été l'installation d'un deuxième escalier derrière le siège du conducteur, de sorte que le flux des passagers de l'avant vers l'arrière était devenu possible au niveau supérieur. Le "lifting" de l'I-bus standard avec un poste de conduite modernisé, des feux arrière angulaires et des banquettes avec un revêtement textile au lieu du skaï, a été adopté à partir de la série SD 81. Ces autobus ont obtenu leur validation en 1980. La dernière série, 1984 et 1985, a été équipée du nouveau moteur diesel MAN et de la nouvelle boîte de vitesses automatique Voïth, qui ont ensuite été utilisés sur son remplaçant, le MAN SD 202.
La production du SD 200 a été arrêtée en 1985. Le dernier SD 200 en service à Berlin a été radié en 2003.
En 1980 et 1983, le remplacement du SD 200 a été préparé avec la construction de trois prototypes du futur MAN SD 202 (autobus standard à deux étages de la deuxième génération).
Étant donné que les autobus à deux niveaux offrent une bonne vue sur le pont supérieur, ils ont été transformés en autobus touristiques dans de nombreuses villes après avoir été radiés du service urbain régulier. Plusieurs SD 200 ont été reconstruits, certains par l'atelier principal du BVG, et ont été dotés d'un toit ouvert sur le pont supérieur. Étant donné que les véhicules encore en service ont plus de 25 ans, les moteurs diesel MAN ont été remplacés par des moteurs Daimler-Benz, dégageant moins d'émissions polluantes. Les boîtes de vitesses ont également été remplacées.

### Les SD 200 pour Bagdad
En 1979, MAN a reçu une commande de 400 autobus à impériale à deux essieux pour le service urbain de la société des transports publics de la capitale irakienne Bagdad, qui a ensuite été augmentée à 600 véhicules en 1980. Les livraisons ont commencé au milieu des années 1980. Étant donné que la circulation de véhicules de cette hauteur n'est pas autorisée sur les routes allemandes, l'expédition a été effectuée de Berlin-Spandau par barge vers les ports de Hambourg et de Brême.
Toutes les superstructures ont été fabriquées sur un ensemble de plancher de bus standard MAN modifié par Waggon-Union, la transmission automatique avec ralentisseur ZF 4 HP 500 provenait de l'usine de Friedrichshafen. Les véhicules rouge vif avec une bande blanche au-dessus des fenêtres ressemblaient beaucoup à la livrée berlinoise. Ils mesuraient 4,5 m de hauteur contre les 4,06 m des modèles berlinois et disposaient d'une hauteur de plancher du pont inférieur de 738 mm (446 pour les modèles BVG) et une hauteur intérieure du pont supérieur de 1.820 mm contre 1.685 mm pour ceux du BVG. Par contre, la longueur était réduite à 11,08 mètres. Le moteur sous plancher D 2566 MUH avait une puissance de 162 kW contre 142 kW pour les modèles BVG,.
D'autres différences concernaient les essieux, l'essieu arrière, le pare-brise et les panneaux de signalisation. Toutes les fenêtres latérales étaient coulissantes avec une moitié de fenêtre avant fixe. La capacité était de 53 sièges sur le pont supérieur et de 43 sièges sur le pont inférieur, aucune place debout n'était prévue. 

### Autobus à un niveau sur châssis SD-200
Comme les autobus allemands standard de la ligne I avaient encore un plancher assez haut, qui nécessitait deux marches, il a été tenté, dans les années 1970, de réduire cette hauteur pénalisante. Un essai a été tenté en utilisant des roues plus petites (comme l’Urbanbus présenté en 1972 par Falkenried (FFG) à Hambourg), avec le prototype "VÖV-Bus-II" en 1976 et le "S 80", tous deux également FFG. Ces prototypes ont conduit à la définition de l'autobus standard de deuxième génération VÖV II. MAN a tenté une approche différente en 1977 : utiliser uniquement le châssis de base du SD 200 équipé du seul niveau inférieur. Un prototype a été construit et présenté comme l’autobus à plancher surbaissé MAN SL 200 II. Avec une longueur de 11,49 m et une hauteur de 2,905 m, le prototype avait une hauteur de plancher de 445 mm avec une taille normale de pneumatiques. Les 41 places se trouvaient sur des estrades assez hautes de chaque côté de l'allée centrale basse. Une production en série n'a jamais débuté, le prototype a servi uniquement à l'intérieur de l'usine MAN jusqu'en 1997.

### Les autres MAN SD 200
Douze autres exemplaires ont été fabriqués :
- huit pour la Lübeck-Travemünder Verkehrsgesellschaft (LVG).
- un châssis SD 200 n'a jamais été équipé de carrosserie et a été utilisé par le BVG pendant de nombreuses années comme modèle de démonstration et d'entraînement pour l'école de conduite BVG.
- deux exemplaires carrossés par Waggon-Union en 1975 ont été utilisés comme véhicules de démonstration à Zurich. 
  - l'un d'eux a été mise en service régulier puis cédée à la société Kurz en Bavière.
  - l'autre est réapparu en Allemagne en 1982 avec des inscriptions en arabe indiquant que la voiture avait servi à Alger. Il a été revendu à la société City Sightseeung Tallinn en Estonie.

## Séries et années de construction pour le BVG
Dans la numérotation des véhicules du parc de la BVG de Berlin, le MAN SD 200 a été baptisé par un numéro de type correspondant à l'année de construction qui, très souvent, correspondait à quelques modifications de détail extérieures ou d'aménagement intérieur ou même mécanique à l'initiative des constructeurs. Les autobus MAN D 200 ont reçu les numéros de série type suivants :
- 1973 : 2 prototypes SD 73, voitures N° 2514 & 2515[6],

- 1974 : SD 74 - 23 voitures N° 2623 à 2645[7]. Carrosseries Gaubschat (2623 à 2630) et Waggon-Union (2631 à 2645). Cette série avait une hauteur de 3,99 mètres avec 35 sièges et 8 places debout au niveau inférieur.

- 1975 : SD 75 - 127 voitures N° 2646 à 2772[8]. Carrosseries Waggon-Union (2646 à 2705), Gaubschat (2706 à 2743) et O & K (2744 à 2772). Une dérogation a été obtenue pour augmenter la hauteur libre intérieure insuffisante de la série SD 74. La hauteur totale du véhicule est passée de 3,99 à 4,06 mètres.

- 1976[9] :
  - SD 76 I - 40 voitures N° 2773 à 2812, appartenaient à la série SD 75 II. Carrosseries O & K (2773 à 2797) et Waggon-Union (2798 à 2812).
  - SD 76 II - 80 voitures N° 2813 à 2892. Carrosseries Waggon-Union (2813 à 2862) et O & K (2863 à 2892). Cette série a été équipée du moteur MAN D2566 MUH en lieu et place du moteur MAN D2566 MXUH, d'une cylindrée légèrement supérieure mais avec exactement les mêmes performances. Elle bénéficia également de la nouvelle transmission Voith 851 à 3 vitesses.

- 1977 : SD 77 - 100 voitures N° 2893 à 2900 & 3001 à 3092[10]. Carrosseries Waggon-Union (2893 à 2900 et 3001 à 3057) et O & K (3058 à 3092). Chauffage du pont supérieur modifié. Les voitures N° 3006 & 3007 ont été les premières voitures test à être équipées en usine d'un deuxième escalier pour accéder au niveau supérieur. À la suite de la chute du mur de Berlin, 28 voitures de cette série ont été remises au BVB de Berlin Est à l'été 1990.

- 1978[11] :
  - SD 78 I - 30 voitures N° 3093 - 3122, carrosserie Waggon-Union,
  - SD 78 II - 15 voitures N° 3123 à 3137, carrosserie Waggon-Union,
  - SD 78 III - 24 voitures N° 3138 à 3161, carosserie O & K,
  - SD 78 IV - 1 voiture N° 3162, carosserie O & K, livrée sans aucun siège car destinée à des essais et baptisée « Hydro-Bus ». Transformée en voiture standard en 1985, est restée en service jusqu'en 1997.

- 1979 : SD 79 - 70 voitures N° 3163 à 3232[12]. Carrosseries O & K (3163 à 3188) et Waggon-Union (3189 à 3232). Tous les véhicules disposaient un deuxième escalier menant au pont supérieur et ont fait l'objet d'un programme de réparations majeures entre août 1985 et décembre 1986,

- 1980 : SD 80 - 70 voitures N° 1701 à 1770[13]. O & K a livré les derniers 25 autobus de type SD 200 (1746 à 1770) avant que l'entreprise ne se concentre sur la production de machines de construction et d'escaliers mécaniques. Les 45 autres véhicules (1701 à 1745) ont été carrossés par Waggon-Union. Une dizaine d'autobus parmi les derniers de la série ont été équipés d'une colonne de direction réglable en hauteur et en inclinaison,

- 1981 : SD 81 - 70 voitures N° 1771 à 1840[14]. Ajout de feux de recul et de clignotants au dessus de la lunette arrière,

- 1982 : SD 82 - 70 voitures N° 1876 à 1910 & 1912 à 1946[15],

- 1983 : SD 83 - 89 voitures N° 3233 à 3321[16], le siège conducteur était désormais à suspension pneumatique,

- 1984 : SD 84 - 85 voitures N° 3322 à 3406[17]. Le moteur MAN D2566MUH, qui équipait les autobus depuis 1976 a été remplacé par le D2566UH à partir de cette série.

- 1985 : SD 85 - 60 voitures N° 3407 à 3466[18], remplacement de la  transmission Voith 851 par le type Voith 851.2.

Le dernier autobus SD 200 a circulé le 31 janvier 2003 et a été radié officiellement le 5 février 2003. Quelques exemplaires ont été rachetés par des compagnies de tourisme espagnoles et portugaises qui ont fait modifier ces véhicules en ôtant le toit pour les transformer en autobus avec le niveau supérieur à ciel ouvert. Plusieurs exemplaires, encore en état, ont été vendus à d'autres compagnies de transport privées allemandes.